# Kolarstwo na Letnich Igrzyskach Olimpijskich 2008
Kolarstwo na XXIX Letnich Igrzyskach Olimpijskich rozgrywane były od 9 do 23 sierpnia 2008 roku. Zawody odbyły się na Pekińskiej Trasie Kolarskiego Wyścigu Szosowego (kolarstwo szosowe), Pekińskiej Trasie Kolarskiego Wyścigu MTB Laoshan (kolarstwo górskie), Pekińskim Welodromie Laoshan (kolarstwo torowe), Laoshan Bicycle Moto Cross (kolarstwo BMX).

## Konkurencje
Zostały rozegrane 4 różne rodzaje kolarstwa: Zostało rozegranych 18 konkurencji w czterech odmianach kolarstwa: szosowym, górskim, torowym oraz, debiutującej na tych igrzyskach - BMX. Zarówno dla kobiet jak i mężczyzn rozegrano wyścig ze startu wspólnego i jazdę indywidualna na czas na szosie, wyścig cross-country w kolarstwie górskim oraz wyścigi BMX. Różnice pojawiły się tylko w kolarstwie torowym: kobiety rywalizowały w sprincie, wyścigu na dochodzenie oraz wyścigu punktowym, natomiast mężczyźni w sprincie i wyścigu na dochodzenie indywidualnym i drużynowym, wyścigu punktowym, keirinie i madisonie. W porównaniu z poprzednimi igrzyskami z programu olimpijskiego wypadły torowe wyścigi na 1000 m (mężczyźni) oraz 500 m (kobiety), które zostały zastąpione przez BMX.

## Medaliści
| Konkurencja                             | Złoto                                                                         | Srebro                                                                        | Brąz                                                                     |
| Klasyfikacja kobiet                     |                                                                               |                                                                               |                                                                          |
| kolarstwo szosowe                       |                                                                               |                                                                               |                                                                          |
| Wyścig indywidualny ze startu wspólnego | Nicole Cooke                                                                  | Emma Johansson                                                                | Tatiana Guderzo                                                          |
| Indywidualna jazda na czas              | Kristin Armstrong                                                             | Emma Pooley                                                                   | Karin Thürig                                                             |
| kolarstwo torowe                        |                                                                               |                                                                               |                                                                          |
| Sprint                                  | Victoria Pendleton                                                            | Anna Meares                                                                   | Guo Shuang                                                               |
| Wyścig indywidualny na dochodzenie      | Rebecca Romero                                                                | Wendy Houvenaghel                                                             | Łesia Kałytowśka                                                         |
| Wyścig punktowy                         | Marianne Vos                                                                  | Yoanka González                                                               | Leire Olaberria                                                          |
| kolarstwo górskie                       |                                                                               |                                                                               |                                                                          |
| Cross-Country                           | Sabine Spitz                                                                  | Maja Włoszczowska                                                             | Irina Kalentjewa                                                         |
| kolarstwo BMX                           |                                                                               |                                                                               |                                                                          |
| BMX                                     | Anne-Caroline Chausson                                                        | Laëtitia Le Corguillé                                                         | Jill Kintner                                                             |
| Klasyfikacja mężczyzn                   |                                                                               |                                                                               |                                                                          |
| kolarstwo szosowe                       |                                                                               |                                                                               |                                                                          |
| Wyścig indywidualny ze startu wspólnego | Samuel Sánchez                                                                | Fabian Cancellara                                                             | Aleksandr Kołobniew                                                      |
| Indywidualna jazda na czas              | Fabian Cancellara                                                             | Gustav Larsson                                                                | Levi Leipheimer                                                          |
| kolarstwo torowe                        |                                                                               |                                                                               |                                                                          |
| Sprint                                  | Chris Hoy                                                                     | Jason Kenny                                                                   | Mickaël Bourgain                                                         |
| Sprint drużynowy                        | Wielka Brytania · Chris Hoy · Jason Kenny · Jamie Staff                       | Francja · Grégory Baugé · Kévin Sireau · Arnaud Tournant                      | Niemcy · René Enders · Maximilian Levy · Stefan Nimke                    |
| Wyścig indywidualny na dochodzenie      | Bradley Wiggins                                                               | Hayden Roulston                                                               | Steven Burke                                                             |
| Wyścig drużynowy na dochodzenie         | Wielka Brytania · Ed Clancy · Paul Manning · Geraint Thomas · Bradley Wiggins | Dania · Michael Mørkøv · Casper Jørgensen · Jens-Erik Madsen · Alex Rasmussen | Nowa Zelandia · Sam Bewley · Hayden Roulston · Marc Ryan · Jesse Sergent |
| Wyścig punktowy                         | Joan Llaneras                                                                 | Roger Kluge                                                                   | Chris Newton                                                             |
| Keirin                                  | Chris Hoy                                                                     | Ross Edgar                                                                    | Kiyofumi Nagai                                                           |
| Madison                                 | Argentyna · Juan Curuchet · Walter Pérez                                      | Hiszpania · Joan Llaneras · Antonio Tauler                                    | Rosja · Michaił Ignatjew · Aleksiej Markow                               |
| kolarstwo górskie                       |                                                                               |                                                                               |                                                                          |
| Cross-Country                           | Julien Absalon                                                                | Jean-Christophe Péraud                                                        | Nino Schurter                                                            |
| kolarstwo BMX                           |                                                                               |                                                                               |                                                                          |
| BMX                                     | Māris Štrombergs                                                              | Mike Day                                                                      | Donny Robinson                                                           |

### Kolarstwo szosowe

#### Kobiety

##### wyścig ze startu wspólnego
| Miejsce | Państwo         | Zawodniczka       | Czas      |
| ------- | --------------- | ----------------- | --------- |
| 1.      | Wielka Brytania | Nicole Cooke      | 3:32:24 h |
| 2.      | Szwecja         | Emma Johansson    | +0:00     |
| 3.      | Włochy          | Tatiana Guderzo   | +0:00     |
| 4.      | Austria         | Christiane Soeder | +0:04     |
| 5.      | Dania           | Linda Villumsen   | +0:09     |
| 6.      | Holandia        | Marianne Vos      | +0:21     |
| 7.      | Szwajcaria      | Priska Doppmann   | +0:21     |
| 8.      | Polska          | Paulina Brzeźna   | +0:21     |

##### jazda indywidualna na czas
| Miejsce | Państwo           | Zawodniczka            | Czas      |
| ------- | ----------------- | ---------------------- | --------- |
| 1.      | Stany Zjednoczone | Kristin Armstrong      | 34.51,72  |
| 2.      | Wielka Brytania   | Emma Pooley            | + 24,29   |
| 3.      | Szwajcaria        | Karin Thürig           | + 59,27   |
| 4.      | Francja           | Jeannie Longo-Ciprelli | + 1.00,90 |
| 5.      | Stany Zjednoczone | Christine Thorburn     | + 1.02,44 |
| 6.      | Niemcy            | Judith Arndt           | + 1.08,05 |
| 7.      | Austria           | Christiane Soeder      | + 1.36,07 |
| 8.      | Szwajcaria        | Priska Doppmann        | + 1.36,07 |

#### Mężczyźni

##### wyścig ze startu wspólnego
| Miejsce | Państwo    | Zawodnik            | Czas      |
| ------- | ---------- | ------------------- | --------- |
| 1.      | Hiszpania  | Samuel Sánchez      | 6:23:49 h |
| 2.      | Szwajcaria | Fabian Cancellara   | +0:00     |
| 3.      | Rosja      | Aleksandr Kołobniew | +0:00     |
| 4.      | Luksemburg | Andy Schleck        | +0:00     |
| 5.      | Australia  | Michael Rogers      | +0:00     |
| 6.      | Kolumbia   | Santiago Botero     | +0:12     |
| 7.      | Belgia     | Mario Aerts         | +0:12     |
| 8.      | Kanada     | Michael Barry       | +0:16     |
| -       | -          | -                   | -         |
| 15.     | Polska     | Przemysław Niemiec  | +0:22     |
| 54.     | Polska     | Jacek Morajko       | +10:37    |
| 83.     | Polska     | Tomasz Marczyński   | +26:10    |

##### jazda indywidualna na czas
| Miejsce | Państwo           | Zawodnik           | Czas         |
| ------- | ----------------- | ------------------ | ------------ |
| 1.      | Szwajcaria        | Fabian Cancellara  | 1:02:11,43 h |
| 2.      | Szwecja           | Gustav Larsson     | + 33,36      |
| 3.      | Stany Zjednoczone | Levi Leipheimer    | + 1:09,68    |
| 4.      | Hiszpania         | Alberto Contador   | + 1:18,08    |
| 5.      | Australia         | Cadel Evans        | + 1:23,54    |
| 6.      | Hiszpania         | Samuel Sánchez     | + 2:25,81    |
| 7.      | Kanada            | Svein Tuft         | + 2:28,01    |
| 8.      | Australia         | Michael Rogers     | + 2:35,42    |
| -       | -                 | -                  | -            |
| 16.     | Polska            | Przemysław Niemiec | + 6:32,00    |

### Kolarstwo górskie

#### Kobiety

##### cross-country
| Miejsce | Państwo           | Zawodniczka       |
| ------- | ----------------- | ----------------- |
| 1.      | Niemcy            | Sabine Spitz      |
| 2.      | Polska            | Maja Włoszczowska |
| 3.      | Rosja             | Irina Kalentjewa  |
| 4.      | Kanada            | Catherine Pendrel |
| 5.      | Chiny             | Ren Chengyuan     |
| 6.      | Szwajcaria        | Petra Henzi       |
| 7.      | Stany Zjednoczone | Mary McConneloug  |
| 8.      | Stany Zjednoczone | Georgia Gould     |

#### Mężczyźni

##### cross-country
| Miejsce | Państwo         | Zawodnik               |
| ------- | --------------- | ---------------------- |
| 1.      | Francja         | Julien Absalon         |
| 2.      | Francja         | Jean-Christophe Péraud |
| 3.      | Szwajcaria      | Nino Schurter          |
| 4.      | Szwajcaria      | Christoph Sauser       |
| 5.      | Włochy          | Marco Aurelio Fontana  |
| 6.      | Austria         | Christoph Soukup       |
| 7.      | Wielka Brytania | Liam Killeen           |
| 8.      | Hiszpania       | Iñaki Lejarreta        |

### Kolarstwo torowe

#### Kobiety

##### sprint
| Miejsce | Państwo           | Zawodniczka        |
| ------- | ----------------- | ------------------ |
| 1.      | Wielka Brytania   | Victoria Pendleton |
| 2.      | Australia         | Anna Meares        |
| 3.      | Chiny             | Guo Shuang         |
| 4.      | Holandia          | Willy Kanis        |
| 5.      | Francja           | Clara Sanchez      |
| 6.      | Białoruś          | Natalla Cylinska   |
| 7.      | Stany Zjednoczone | Jennie Reed        |
| 8.      | Litwa             | Simona Krupeckaitė |

##### wyścig na dochodzenie
| Miejsce | Państwo           | Zawodniczka       |
| ------- | ----------------- | ----------------- |
| 1.      | Wielka Brytania   | Rebecca Romero    |
| 2.      | Wielka Brytania   | Wendy Houvenaghel |
| 3.      | Ukraina           | Łesia Kałytowśka  |
| 4.      | Nowa Zelandia     | Alison Shanks     |
| 5.      | Stany Zjednoczone | Sarah Hammer      |
| 6.      | Litwa             | Vilija Sereikaitė |
| 7.      | Australia         | Katie Mactier     |
| 8.      | Czechy            | Lada Kozlíková    |

##### wyścig punktowy
| Miejsce | Państwo   | Zawodniczka       |
| ------- | --------- | ----------------- |
| 1.      | Holandia  | Marianne Vos      |
| 2.      | Kuba      | Yoanka González   |
| 3.      | Hiszpania | Leire Olaberria   |
| 4.      | Kolumbia  | María Luisa Calle |
| 5.      | Ukraina   | Łesia Kałytowśka  |
| 6.      | Australia | Katherine Bates   |
| 7.      | Francja   | Pascale Jeuland   |
| 8.      | Rosja     | Olga Slusariewa   |

#### Mężczyźni

##### sprint
| Miejsce | Państwo         | Zawodnik          |
| ------- | --------------- | ----------------- |
| 1.      | Wielka Brytania | Chris Hoy         |
| 2.      | Wielka Brytania | Jason Kenny       |
| 3.      | Francja         | Mickaël Bourgain  |
| 4.      | Niemcy          | Maximilian Levy   |
| 5.      | Francja         | Kévin Sireau      |
| 6.      | Holandia        | Teun Mulder       |
| 7.      | Holandia        | Theo Bos          |
| 8.      | Malezja         | Azizulhasni Awang |

##### sprint drużynowo
| Miejsce | Państwo           | Zawodnik                                            |
| ------- | ----------------- | --------------------------------------------------- |
| 1.      | Wielka Brytania   | Jamie Staff Jason Kenny Chris Hoy                   |
| 2.      | Francja           | Grégory Baugé Kévin Sireau Arnaud Tournant          |
| 3.      | Niemcy            | René Enders Maximilian Levy Stefan Nimke            |
| 4.      | Australia         | Dan Ellis Mark French Shane Kelly                   |
| 5.      | Holandia          | Theo Bos Teun Mulder Tim Veldt                      |
| 6.      | Japonia           | Kiyofumi Nagai Tomohiro Nagatsuka Kazunari Watanabe |
| 7.      | Malezja           | Azizulhasni Awang Josiah Ng Mohd Rizal Tisin        |
| 8.      | Stany Zjednoczone | Michael Blatchford Adam Duvendeck Giddeon Massie    |

##### wyścig na dochodzenie
| Miejsce | Państwo           | Zawodnik         |
| ------- | ----------------- | ---------------- |
| 1.      | Wielka Brytania   | Bradley Wiggins  |
| 2.      | Nowa Zelandia     | Hayden Roulston  |
| 3.      | Wielka Brytania   | Steven Burke     |
| 4.      | Rosja             | Aleksiej Markow  |
| 5.      | Ukraina           | Wołodymyr Diudia |
| 6.      | Hiszpania         | Antonio Tauler   |
| 7.      | Rosja             | Aleksandr Sierow |
| 8.      | Stany Zjednoczone | Taylor Phinney   |

##### Wyścig na dochodzenie drużynowo
| Miejsce | Państwo         | Zawodnik                                                                  |
| ------- | --------------- | ------------------------------------------------------------------------- |
| 1.      | Wielka Brytania | Ed Clancy Paul Manning Geraint Thomas Bradley Wiggins                     |
| 2.      | Dania           | Michael Færk Christensen Michael Mørkøv Casper Jørgensen Jens-Erik Madsen |
| 3.      | Nowa Zelandia   | Sam Bewley Jesse Sergent Hayden Roulston Marc Ryan                        |
| 4.      | Australia       | Jack Bobridge Mark Jamieson Bradley McGee Graeme Brown                    |
| 5.      | Holandia        | Levi Heimans Jens Mouris Robert Slippens Wim Stroetinga                   |
| 6.      | Rosja           | Jewgienij Kowalow Aleksiej Markow Nikołaj Trusow Aleksandr Sierow         |
| 7.      | Hiszpania       | Sergi Escobar Asier Maeztu David Muntaner Antonio Miguel                  |
| 8.      | Francja         | Damien Gaudin Mathieu Ladagnous Christophe Riblon Nicolas Rousseau        |

##### Wyścig punktowy
| Miejsce | Państwo         | Zawodnik           |
| ------- | --------------- | ------------------ |
| 1.      | Hiszpania       | Joan Llaneras      |
| 2.      | Niemcy          | Roger Kluge        |
| 3.      | Wielka Brytania | Chris Newton       |
| 4.      | Australia       | Cameron Meyer      |
| 5.      | Białoruś        | Wasil Kiryjenka    |
| 6.      | Dania           | Daniel Kreutzfeldt |
| 7.      | Kanada          | Zachary Bell       |
| 8.      | Japonia         | Makoto Iijima      |
| -       | -               | -                  |
| 11.     | Polska          | Rafał Ratajczyk    |

##### Keirin
| Miejsce | Państwo         | Zawodnik          |
| ------- | --------------- | ----------------- |
| 1.      | Wielka Brytania | Chris Hoy         |
| 2.      | Wielka Brytania | Ross Edgar        |
| 3.      | Japonia         | Kiyofumi Nagai    |
| 4.      | Australia       | Shane Kelly       |
| 5.      | Niemcy          | Carsten Bergemann |
| 6.      | Francja         | Arnaud Tournant   |
| 7.      | Francja         | Grégory Baugé     |
| 8.      | Australia       | Ryan Bayley       |
| -       | -               | -                 |
| 11.     | Polska          | Kamil Kuczyński   |

##### Madison
| Miejsce | Państwo   | Zawodnik                          |
| ------- | --------- | --------------------------------- |
| 1.      | Argentyna | Juan Curuchet Walter Pérez        |
| 2.      | Hiszpania | Joan Llaneras Antonio Tauler      |
| 3.      | Rosja     | Michaił Ignatjew Aleksiej Markow  |
| 4.      | Belgia    | Iljo Keisse Kenny De Ketele       |
| 5.      | Niemcy    | Roger Kluge Olaf Pollack          |
| 6.      | Dania     | Michael Mørkøv Alex Rasmussen     |
| 7.      | Francja   | Mathieu Ladagnous Jérôme Neuville |
| 8.      | Holandia  | Jens Mouris Peter Schep           |

### Kolarstwo BMX

#### Kobiety

##### BMX
| Miejsce | Państwo           | Zawodniczka            |
| ------- | ----------------- | ---------------------- |
| 1.      | Francja           | Anne-Caroline Chausson |
| 2.      | Francja           | Laëtitia Le Corguillé  |
| 3.      | Stany Zjednoczone | Jill Kintner           |
| 4.      | Nowa Zelandia     | Sarah Walker           |
| 5.      | Argentyna         | Gabriela Díaz          |
| 6.      | Australia         | Nicole Callisto        |
| 7.      | Kanada            | Sammy Cools            |
| 8.      | Wielka Brytania   | Shanaze Reade          |

#### Mężczyźni

##### BMX
| Miejsce | Państwo           | Zawodnik               |
| ------- | ----------------- | ---------------------- |
| 1.      | Łotwa             | Māris Štrombergs       |
| 2.      | Stany Zjednoczone | Mike Day               |
| 3.      | Stany Zjednoczone | Donny Robinson         |
| 4.      | Kolumbia          | Andrés Jiménez         |
| 5.      | Holandia          | Rob van den Wildenberg |
| 6.      | Australia         | Jared Graves           |
| 7.      | RPA               | Sifiso Nhlapo          |
| 8.      | Francja           | Damien Godet           |

## Polacy
Wśród 212 kolarzy szosowych (67 kobiet, 145 mężczyzn) znaleźli się również reprezentanci Polski.
Kobiety
- Paulina Brzeźna – wyścig ze startu wspólnego

Mężczyźni
- Tomasz Marczyński – wyścig ze startu wspólnego
- Jacek Morajko – wyścig ze startu wspólnego
- Przemysław Niemiec – wyścig ze startu wspólnego

Wśród 80 kolarzy górskich (30 kobiet, 50 mężczyzn) znaleźli się również reprezentanci Polski.
Kobiety
- Aleksandra Dawidowicz – cross-country
- Maja Włoszczowska – cross-country

Mężczyźni
- Marek Galiński – cross-country

Wśród 188 kolarzy torowych (35 kobiet, 153 mężczyzn) znaleźli się również reprezentanci Polski.
Mężczyźni
- Maciej Bielecki – sprint drużynowy
- Kamil Kuczyński – sprint drużynowy, keirin
- Łukasz Kwiatkowski – sprint drużynowy, sprint indywidualny
- Rafał Ratajczyk – wyścig punktowy

Natomiast wśród 48 kolarzy BMX (16 kobiet, 32 mężczyzn) nie znaleźli się reprezentanci Polski.

## Klasyfikacja medalowa
| #   | Reprezentacja     | Złoto | Srebro | Brąz | Razem |
| --- | ----------------- | ----- | ------ | ---- | ----- |
| 1.  | Wielka Brytania   | 8     | 4      | 2    | 14    |
| 2.  | Francja           | 2     | 3      | 1    | 6     |
| 3.  | Hiszpania         | 2     | 1      | 1    | 4     |
| 4.  | Stany Zjednoczone | 1     | 1      | 3    | 5     |
| 5.  | Szwajcaria        | 1     | 1      | 2    | 4     |
| 6.  | Niemcy            | 1     | 1      | 1    | 3     |
| 7.  | Argentyna         | 1     | 0      | 0    | 1     |
|     | Holandia          | 1     | 0      | 0    | 1     |
|     | Łotwa             | 1     | 0      | 0    | 1     |
| 10. | Szwecja           | 0     | 2      | 0    | 2     |
| 11. | Nowa Zelandia     | 0     | 1      | 1    | 2     |
| 12. | Australia         | 0     | 1      | 0    | 1     |
|     | Dania             | 0     | 1      | 0    | 1     |
|     | Kuba              | 0     | 1      | 0    | 1     |
|     | Polska            | 0     | 1      | 0    | 1     |
| 16. | Rosja             | 0     | 0      | 3    | 3     |
| 17. | Chiny             | 0     | 0      | 1    | 1     |
|     | Japonia           | 0     | 0      | 1    | 1     |
|     | Ukraina           | 0     | 0      | 1    | 1     |
|     | Włochy            | 0     | 0      | 1    | 1     |